# Душанова грамота за метоха в Лужец
Грамотата на цар Стефан Душан за метоха в Лужец (на сръбски: Хрисовуља цара Стефана Душана за Хиландар о Лужачкој метохији) е дарствен хрисовул, издаден от сръбския цар Стефан Душан в Прилеп на 18 януари 1347 г., с който сръбският цар потвърждава правото на Хилендарския манастир да владее метоха в селото Лужец (днес село Мелисургос, Гърция) в североизточния дял на Халкидическия полуостров. В допълнение към имотите на метоха царят добавя твърдината Палеохар (днес село Палеохора, Гърция) и съседното село Кокалино Лютовес (днес село Кокалу, Гърция). По заповед на царя властелинът Калавар и челникът Бранило са изпратени на място, за да очертаят новите граници на изброените имоти, а резултатът от мисията им е подробно изложен в грамотата. Грамотата е оригинална и се съхранява в архива на Хилендарския манастир под номер 44, топографска сигнатура А 4/17. Била е датирана, но тъй като на места текстът ѝ е повреден, точният ѝ датум не е съхранен, а определен въз основа на податки от съдържанието ѝ.

## Характеристики
Грамотата е написана със ситен канцеларски бързопис на хартия с размер 43,5 cm Χ 32 cm, който е залепен върху друг лист. Заедно с подписа на царя текстът на грамотата заема 28 реда, изписани с кафяво мастило. Инвокационният кръст в началото, думите цар, слово, царство ми и царският подпис с орнаментните към него са изписани с червено мастило. Грамотата е повредена в долната половина: в края ѝ има две дупки една над друга, като по-голямата долна дупчица е унищожила годината и индиктиона в датата на грамотата, от която са съхранени само денят и месецът – 18 януари. На места текстът е заличен и от влага. Цялата долна част на листа, където е имало печат, е откъсната, което е повредило част от царския подпис.

### Структура и съдържание
Грамотат започва със символична инвокация под формата на кръст. Следва аренга, която не се среща в нито една грамота, написана преди провъзгласяването на Стефан Душан за цар в Скопие през 1346 г. Нейната формулировка обаче става характерна за грамотите от по-късно време – известни са десет други грамоти със същата аренга, издадени от по-късни владетели, като цар Урош, крал Вълкашин, деспот Углеша, Константин Драгаш, крал Твърдко II, княз Лазар и сина му Стефан. Тази уводна част изразява гордостта на Стефан Душан от придобитото царско достойнство и изтъква вселенското значение на властта му, сравнена по достойнство и значение с властта на първите християнски императори. Следва интитулация, в която Стефан Душан изтъква божествения произход на властта си, получена по божия милост и в наследство от първия сръбски владетел Стефан Неманя, и чрез молитвите на свети Сава и всички предци от царския род. След интитулацията следва експозицията на грамотата, в която се казва, че докато се радва на Божията благодат и дарове заедно със своите властели и властеличици (по-нисък клас сръбски велможи), при царят се явява пратеничество от Хилендарския манастир, начело с игумена Теодол, който е представил претенциите на хилендарското братство към метоха в Лужец. Своите аспирации към метоха и владенията му игуменът подкрепя с грамоти и простагми на гръцки царе, които сам представил на царя. Мотивиран от тяхното съдържание, в диспозицията на грамотата Стефан Душан потвърждава правото на Хилендар да владее въпросния метох и прибавя към него твърдината Палеохор и селото Кокалино Лютовес. Следва подробно описание на новите имотни граници на метоха, очертани от властелина Каловар и челника Бранило, които цярят преди това е изпратил с тази мисия на терен.
Короборацията, потвърждаваща направените царски заповеди, е последвана от изброяването на имунитетните права на хилендардския метох, който царят освобождава от всякакви големи и малки работи, като се акцентира и върху манастирските имоти в близкия център на властта в Редине.
Санкцията в грамотата представлява проклятие срещу дръзналите да нарушат направените заповеди, чието наказание са гневът Господен и на Света Богородица в деня на Страшния съд, угрозата от поразяващата сила на честния кръст и проклятията на светите никейски отци, четиримата евангелисти и всички православни светци.
От датума на грамотата е съхранен единствено денят и месецът на издаването ѝ – 18 януари. Годината и индиктионът са възстановени въз основа на съдържанието. Така например грамотата не би следвало да е написана преди провъзгласяването на Стефан Душан за цар през април 1346 г. От друга страна, грамотата не би следвало да е писана след декември 1347 г., тъй като друга царска грамота – тази за Карейската килия от януари 1348 г., споменава Теодул като бивш игумен на Хилендар, а за тогавашен игумен сочи монаха Калиник. Следователно грамотата на Стефан Душан за метоха в Лужец е написана в периода между април 1346 г. и декември 1347 г., а 18 януари в рамките на този период е имало само през 1347 г.
С издаването на грамота за метоха в Лужец Стефан Душан слага край на един дългогодишен спор, воден между Хилендарския манастир и Зографския манастир за имотите на метоха в Лужец. За първи път Хилендар се сдобива с имот в тази област през 60-те години на XIII век, когато получава дарение от византийския благородник Димитър Спаратан. С времето имотите на манастирския метох в селото Долни Лужец се увеличават, за да се стигне в края на 20-те години на XIV век до имотен спор със Зографския манастир, също владеещ голям имот в Долни Лужец около известна воденица, разположена на самата граница между имотите на двата манастира. В този спор и двата манастира си служат с изфабрикувани документи, какъвто е случаят с изфабрикувания през 1342 г. в Зограф хрисовул за имотите в Лужец, приписан на император Йоан V Палеолог. Развитието на спора между Хилендар и Зограф следва промените в политическата конюнктура в региона, но в крайна сметка надделял сръбският Хилендарски манастир, подпомогнат от разширяването на властта на Стефан Душан над цяла Македония, след което българските монаси в Зограф загубват всичките си имоти в местността Лужец.

## Текст на грамотата
| „ | По неизречимото милосърдие и човеколюбие на владиката мой, сладкия ми Христа, по воля и милост и чрез всемилостивото Негово старание, което е за царството ми както и за първите свети православни царе, а също така и благодатта на Светия дух показа на царство ми, каквато е излял върху учениците и апостолите, като им рекъл: Идете по цялата вселена и проповядвайте славата на моето божество. По всехвалната Негова милост с такива дарове е надарил царство ми и постави ме господар на всичкия имот на царство ми, сиреч – земята сръбска, гръцка и западната земя. По милост Божия и неизречимия Негов промисъл всичко това държа аз, благоверният и поставен от Бога Стефан, първи ЦАР, който от самия Бог е засадена издънка, поникнала в рода мой чрез молитвите на светите мои прародители, сиреч Симеон Неманя, новия мироточец, и светителя Сава, апостол съпрестолен, който първи е просветил и дарил разум на отечеството наше, и на другите, които поред са били в рода мой – чрез техните молитви и благословения приех кръста от ръцете Господни и меч от ръцете на ангелите. И царувам в Бога и радвам се на божествения дар с възлюбените и правоверни властели и властеличици на царство ми. В това време дойде пред царство ми всечестният игумен на „Пресвета Богородица Хилендарска“, кир Теодул, с честните старци, и говореше ми за Лужец, и изнесе хрисовулите и простагмите на гръцките царе. Като видя царство ми записаното от благоверните царе – не наруших го, но още повече потвърдих чрез царско СЛОВО и подпис, да си има гореописаната църква „Света Богородица Хилендарска“ вовеки неотемлимо от никого. Към това още приложи царство ми на „Майката Божия Хилендарска“ град Палеохор с всичките межди и правдини и селището Кокалино Лютовес след Лужец с всички межди и правдини на това село, да си ги има и държи църквата на „Майката Божия Хилендарска“ неотемлимо довеки. И във всички гореписани изпрати царство ми правоверния властелин на царство ми Калавар и челника Бранил и очертаха междите на метоха на „Майката Божия Хилендарска“ Лужец и селата, които приложи към него царство ми:....ль, на Чесвин, на Космач, та низ дела под бърдото накрай полето и под бърдото на Градище, на Местак, та през реката по синора гоински на Гоино, на Рударе по дела ....е на Голяма река и по реката на Толечене, на Света Богородица, та на пътя по дела на Бабина кошара, по дела на Жабокле...ю река и по реката на Кал, на Прапратово градище, и на Превор, на Клобук, на Скоровица, на Междурек, на Блановица, на Дълбока река и по пътя на Ловче, та на Смраден. И всичко това гореписано записа и утвърди царство ми със СЛОВОТО на царство ми, да няма кой в земята на царство ми да смущава метоха хилендарски Лужец и селата, които приложи царство ми, нито за малка, нито за голяма работа, нито за онова, що се намира под Нейна власт в града Редине. Който пък се намери да наруши това написание мое, на цар Стефан – тогова да разори Господ Бог и пречистата Неговата майка в деня на страшния съд и да го порази силата на честния животворящ кръст Господен, и да е проклет от 318-те свети и богоносни отци никейски, и от четиримата евангелисти, и от [всички светци] и от царство ми да не е благословен. Записа се и утвърди това ЗЛАТОПЕЧАТНО СЛОВО на царство ми [в лето 6854, индикт 15], месец януари 18. Господин царят повели да се пише под Прилеп. СТЕФАН, В ХРИСТА ВЕРЕН ЦАР НА СЪРБИ И ГЪРЦИ | “ |